# واقعة المخائض
واقعة المخائض في 8 فبراير 1250م دل أحدهم الصليبيين على مخائض في بحر أشموم في أثناء الحملة الصليبية السابعة علي مصر في معركة المنصورة أدت إلي احتلال الصليبيين معسكر جديلة، ويذكر المعاضيدي أنها مخاضة سلمون التي تقع في بلدة سلمون وقد دلهم عليها بعض أهل تلك البلدة من غير المسلمين. وأغلب الظن أن ذلك منقول عن المؤرخ البريطاني ستيفن رونسيمان (Steven Runciman) الذي لم يذكر المصدر الذي اعتمد عليه في قصته، أما المقريزي فقد ذكر أن الذي دل الصليبيين على المخائض كان من «بعض منافقي أهل الإسلام» (المقريزي، السلوك، 1 /447). ويذكرالمؤرخ الصليبي جوانفيل (Joinville)الذي رافق الحملة وشاهد الأحداث وكان مقرباً من الملك لويس، أن الذي دل الصليبيين على المخاضة كان من البدو، وقد فعل ذلك مقابل المال (Joinville Chronicle ،p. 163)، وهو ما ذكره أيضاً جمال الدين الشيال بقوله أن: «خائناً من البدو» دل الفرنسيين على المخاضة. - (الشيال، 2 /100).
وواقعة المخائض لم يشر إليها ابن تغري أو ابن إياس. ويصف ابن أيبك الدواداري عبور الصليبيين إلى معسكر المسلمين على النحو التالي: «ولما كان يوم الخميس النصف من شوال المبارك، ركبت الفرنج، وركب المسلمون، ودخلوا بر الفرنج، واقتتلوا قتالاً عظيماً. وقتل من الفئتين عالم عظيم. وسيروا إلى القاهرة عدة أسرى من الفرنج، وفيهم ثلاثة من كبارهم وهم من الديوية. وكان لما دخل المسلمون إلى بر الفرنج، ركب من المسلمين جماعة، وقصدوا مخيمهم. وكذلك ركبت جماعة كبيرة من الفرنج، وهم جمرتهم المحرقة، وقصدوا مخيم المسلمين. فلم يشعر المسلمون المقيمون بالخيام إلا بالفرنج معهم، وكبسوا عليهم يداً واحدة، وعادت ضجة عظيمة. وكان الأمير فخر الدين يوسف في الحمام، فخرج ولم يلحق يلبس لأمته، وركب فرسه، وحمل على الفرنج، فجاءه سهم فقتل إلى رحمة الله».- (ابن الدوإداري، كنز الدرر، 376/ ج 7).

## الهجوم عبر المخاضة
في 8 فبراير دل أحدهم الصليبيين على مخائض في بحر أشموم  مكنت فرقة يقودها أخو الملك «روبرت دى أرتوا» سوياٌ مع فرسان المعبد (الداوية)، وفرقة إنجليزية يقودها «وليم أوف ساليزبري» (William of Salisbury) من العبور بخيولهم وأسلحتهم إلى الضفة الأخرى ليفاجأ المسلمون بهجوم صليبي كاسح على معسكرهم في «جديلة»  على نحو ثلاثة كيلومترات من مدينة المنصورة. في هذا الهجوم المباغت قتل فخر الدين يوسف وهو خارج من الحمام مدهوشاٌ بعدما سمع جلبة وصياح في المعسكر. أدى الهجوم إلى تشتت الأجناد وتقهقرهم مذعورين إلى المنصورة. وبعد أن احتل الصليبيون معسكر جديلة تقدموا خلف «روبرت دو أرتوا» نحو المنصورة على أمل القضاء على الجيش المصري برمته بعد أن أخذتهم العزة وظنوا أنهم لاريب منتصرين. وتقدموا نحو مدينة المنصورة حيث استدرجهم المسلمون إلى أزقتها الضيقة بحسب خطة بيبرس البندقداري بفتح باب من أبواب المنصورة وبتأهب المسلمين من الجنود والعوام داخل المدينة مع الالتزام بالسكون التام، وتمت محاصرة الصليبيين ثم خرج عليهم بغتة المماليك البحرية والجمدارية ومعهم العربان والعوام والفلاحين يرمونهم بالرماح والمقاليع والحجارة، [3] وقُتل عدد كبير من القوات الصليبيية المهاجمة [4] من فرسان المعبد وفرسان الإسباتريه لم ينج سوى ثلاثة مقاتلين، وفنيت الفرقة الإنجليزية تقريباً عن أخرها.[5][6] واضطر أخو الملك لويس «روبرت دي أرتوا» إلى الاختباء في أحد الدور،[7][8][9][10] ثم قتل هو و«وليم أوف ساليزبري» قائد الفرقة الإنجليزية.[10].